# Sông Đốc (xã)
Sông Đốc là một xã thuộc tỉnh Cà Mau, Việt Nam.

## Địa lý
Xã Sông Đốc có vị trí địa lý:
- Phía đông giáp xã Khánh Hưng và xã Trần Văn Thời
- Phía tây giáp Vịnh Thái Lan
- Phía nam giáp xã Phú Mỹ và xã Phú Tân
- Phía bắc giáp xã Khánh Hưng.

Xã Sông Đốc có diện tích 83,95 km², dân số năm 2024 là 46.353 người, mật độ dân số đạt 552 người/km².
Ngoài phần diện tích trên đất liền, xã còn quản lý hành chính hai hòn đảo nằm ngoài khơi là Hòn Chuối và Hòn Buông.

## Lịch sử